# استفان هابن
استفان هابن (انگلیسی: Stefan Haben؛ زادهٔ ۲ آوریل ۱۹۸۷) بازیکن فوتبال اهل آلمان است.
از باشگاه‌هایی که در آن بازی کرده‌است می‌توان به باشگاه فوتبال اس‌سی فورتونا کلن اشاره کرد.